# Перье, Франсуа (художник)
Франсуа Перье (Перрье; фр. François Perrier; около 1594, Понтарлье — 2 ноября 1649, Париж) — французский живописец академического направления, представитель «большого стиля» эпохи короля Людовика XIV. Художник-педагог.

## Биография
Будущий художник родился в городке Понтарлье (современное население — 22,5 тысяч человек) в провинции Франш-Конте на западе Франции неподалёку от современной франко-швейцарской границы. Его первым учителем был отец, провинциальный живописец (в некоторых источниках, вероятно ошибочно, именуется ювелиром). Ту же профессию избрали два его сына — Франсуа и его гораздо менее известный брат, Гийом (фр.).
Около 1620 года Франсуа Перрье из глубоко провинциального Понтарлье переехал в Лион, где продолжил обучение живописи, на этот раз — у опытного художника, Ораса Ле Блана (фр.). В 1624 году из Лиона Перрье отправился в Рим, где поступил учеником в мастерскую художника-итальянца Джованни Ланфранко. Считается, что он помогал учителю в росписи римской базилики Сант-Андреа-делла-Валле, однако степень его вклада трудно выяснить. Уже вскоре Перрье был принят в римскую Академию Святого Луки, что дало ему звание мастера, возможность иметь персональную мастерскую и набирать учеников.
Не позднее 1629 года Перрье вернулся во Францию, где помогал своему бывшему учителю Ле Блану и Жаку Саразену в создании росписей лионской церкви Сан-Брюно-ле-Шартрез (фр.), изображавших житие святого Бруно Картезианца (во французском произношении Брюно Шартреза), основателя одноименного монашеского ордена. Эти фрески до нас не дошли.
В 1630 году Перрье переехал в Париж (неизвестно, бывал ли он ранее в этом городе), где стал помощником Симона Вуэ, королевского живописца, который за несколько лет до этого возглавлял папскую академию виртуозов в Пантеоне. В Париже Перрье участвовал в росписи церквей и дворцов высшей аристократии, писал картины, пробовал себя в гравюре, имел мастерскую и многих учеников, среди которых особенно выделялись Шарль Лебрен и Шарль Альфонс Дю Френуа.
Всего четыре или пять лет спустя Перрье снова отправился в Рим, куда прибыл к 1635 году и где прожил не меньше десяти лет. Здесь Перрье вновь занимался росписями дворцов высшей аристократии (декоративные росписи плафонов и стен в те времена оплачивались едва ли не более щедро, чем станковая живопись), создал цикл фресок, посвящённый жизни святого Доминика, для одного из монастырей (Сан-Бьяджо в Тиволи), а также успешно торговал антиквариатом.
Не позднее 1646 года Франсуа Перрье вернулся в Париж, где стал одним из наиболее востребованных и высоко оплачиваемых живописцев. Он расписывал залы Парижского парламента, отеля (дворца) Ламбер и другого дворца, hôtel de La Vrillière (фр.), где ныне находится штаб-квартира Банка Франции.
Когда Король-Солнце Людовик XIV основал Академию живописи и скульптуры, одним из её первых членов стал Перрье. Он также преподавал в академии Святого Луки в Париже.
Фрески, созданные Перрье, сохранились лишь частично. Его картины сохранились лучше и украшают залы нескольких ведущих музеев мира, таких как Лувр и Музеи Ватикана.

## Галерея
- Моисей иссекает воду из скалы, Капитолийские музеи, Италия
- Дионис и Ариадна. Художественный музей Блантона, Остин (Техас), США
- Кузница Гефеста. Монреальский музей изящных искусств, Канада
- Олинд и Софрония (герои Торквато Тассо). Музей изящных искусств (Реймс), Франция
- Гибель Цицерона. Замок Бад-Хомбург в одноименном городе, Германия
- Дедал и Икар. Музей Крозатье, Ле-Пюи-ан-Веле, Франция
- Орфей перед Аидом и Персефоной
- Эней у Кумской Сивиллы. Национальный музей (Варшава)
- Жертвоприношение Ифигении. Музей изящных искусств Дижона, Франция
- Геракл и Омфала. Национальный музей истории и искусства, Люксембург
- Аполлон и Гефест